# Tamás Barta

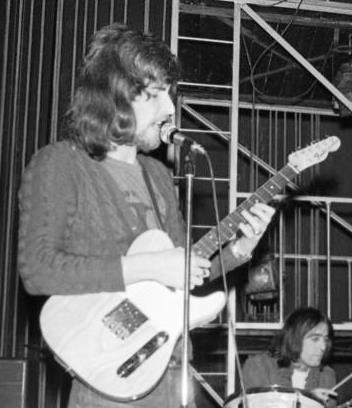
Tamás Barta, József Laux (po prawej)

Tamás Barta (ur. 7 lipca 1948 w Budapeszcie, zm. 16 lutego 1982 w Los Angeles) – węgierski gitarzysta, piosenkarz, kompozytor. Grał w zespołach Syconor, Syrius, Hungária i Locomotiv GT. W USA zaś grał w Beach Boys i Sly And The Family Stone.

## Początki kariery
W roku 1962, Barta rozpoczął naukę w technikum, gdzie zaprzyjaźnił się z Miklószem Fenyő, lecz w 1964 obaj zostali wyrzuceni ze szkoły, z powodu nie uczęszczania na zajęcia. Jeden z nauczycieli wspominał iż obaj trzy czwarte czasu poświęcali na rock’n’roll, a resztę na dziewczyny. Tamás z Miklósem nie spotykali się przez następny rok aż do momentu, gdy Barta przyszedł na próbę zespołu Fenyő, Syconor. Gdy tylko pożyczył gitarę i zaczął na niej grać, tak zaimponował zespołowi, że przyjęli go od razu. Miklós Fenyő mówił, że Tamás sam nauczył się gry na gitarze w przeciągu jednego roku - w 1964 roku Tamás nie potrafił jeszcze w ogóle grać na tym instrumencie. Trzeba jednak przyznać, że Tamás posiadał już wcześniej podstawową wiedzę muzyczną - uczył się gry na skrzypcach. Barta grał w Syconorze do 1967 roku, potem miał przerwę z powodu służby wojskowej. Zaczął znów grać z Fenyő dwa lata później. Potem przyłączył się do zespołu Hungária i zagrał na jego pierwszej płycie Koncert a Marson wydanej w 1970. W 1971 roku dołączył do Locomotiv GT.

## Barta w Locomotiv GT
W roku 1970, Youth Magazine wybrał Tamása Bartę jako najlepszego gitarzystę na Węgrzech.  Ten wybór doprowadził do założenia Locomotivu GT w początkach roku 1971.
Tamás nagrał z Locomotivem GT trzy pierwsze płyty zespołu: Locomotiv GT (1971), Ringasd el magad (1972) i Bummm! (1973). Skomponował dla Locomotivu GT dwadzieścia piosenek, z których część stała się hitami. Gdy Károly Frenreisz opuścił LGT, Tamás Barta nauczył się grać na gitarze basowej, gdyż Tamás Somló, nowy saksofonista-gitarzysta zespołu, nie potrafił poradzić sobie z tym instrumentem. Mimo intensywnych ćwiczeń, Somló grał na początku tylko proste linie basowe, a Tamás wszystkie trudniejsze. Somló komentował: "Gra na basie nie jest trudna gdy jest się dobrym gitarzystą."

## Emigracja do USA
Latem 1974 roku Tamás wyjechał na trasę koncertową do Stanów Zjednoczonych. W sierpniu nagrał piosenkę po angielsku, która była zatrzymana przez cenzurę na Węgrzech przez ponad 10 lat. Zdecydował się pozostać w USA i już nigdy nie wrócił do kraju. Kochał Stany i był przekonany, że zrobi tam wielką karierę. W 1985 Somló pisał: "Jego problemem było to, że na Węgrzech nie miał ani pieniędzy, ani mieszkania. Mieszkał z dziewczyną w jej mieszkaniu na ul. Izabeli. Powiedział: - Spójrz na Kalifornię, palmy, słońce, morze. Nie chcę już wnosić węgla i drewna na trzecie piętro, nigdy więcej - ". Nie można było przekonać Barty do powrotu na Węgry.
Tamás nie odniósł takiej kariery w Stanach Zjednoczonych o jakiej marzył. Trochę grał, a potem zaczął prowadzić interesy.

## Śmierć

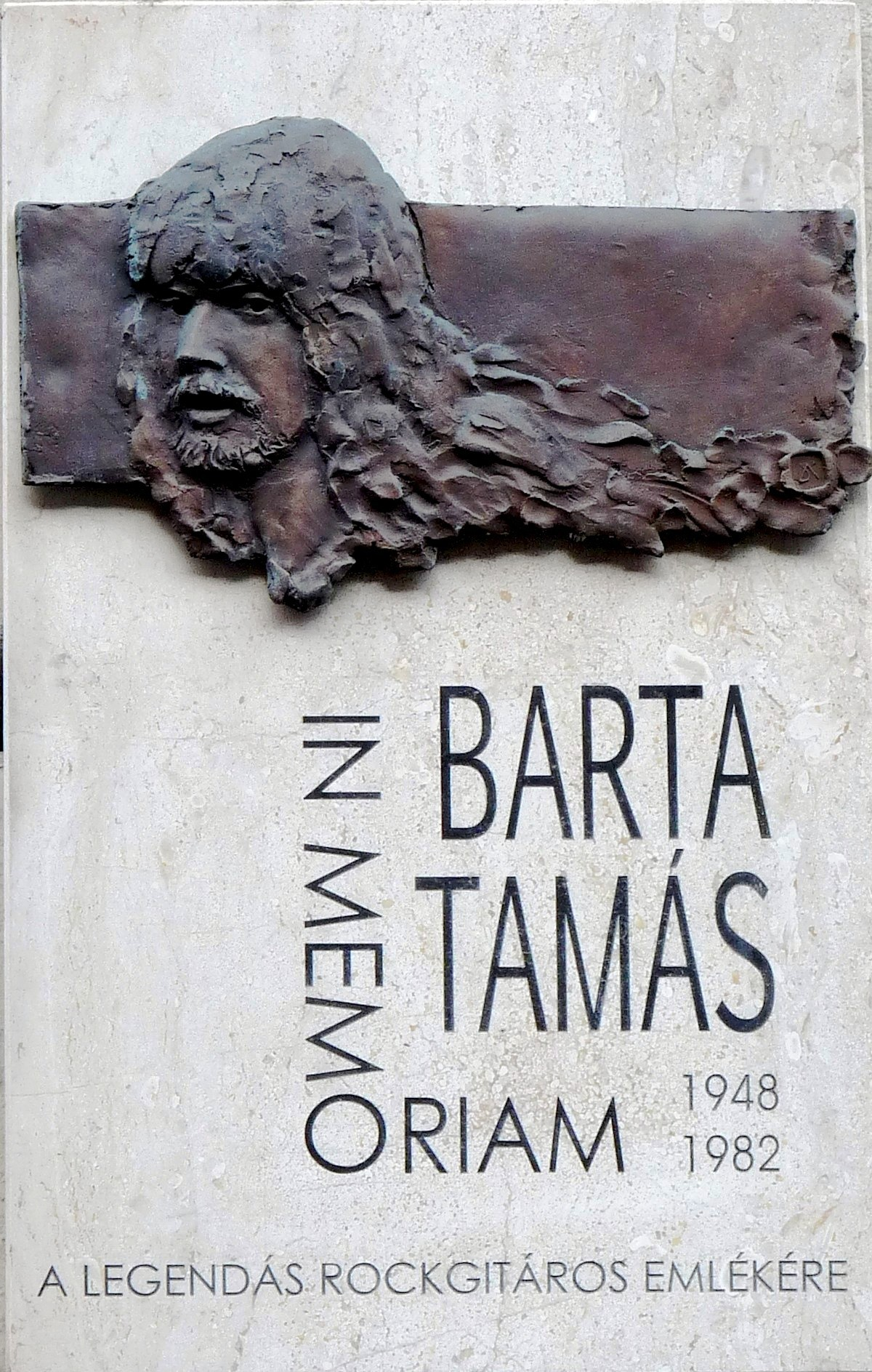
Tamás Barta, Tablica pamiątkowa

Tamás został zamordowany w 1982 roku - zastrzelono go w nocy 16 lutego. Jest wiele znaków zapytania co do przyczyn jego śmierci. Niektórzy twierdzą iż był związany z mafią, inni że zażywał kokainę i jakoby był winien pieniądze dealerowi. Jeszcze inni twierdzą, że była to tragiczna pomyłka, że kule były przeznaczone dla kogoś innego. Prawdopodobnie zostały wystawione dwa świadectwa zgonu: jedno za przyczynę śmierci podawało postrzał w głowę, drugie, przygotowane być może dla firmy ubezpieczeniowej, która odmówiła wypłacenia odszkodowania, sugerowało samobójstwo. Wszyscy przyjaciele i znajomi Tamása uważali, że wersja samobójstwa jest całkowicie bezsensowna i nieuzasadniona. Barna Fekete, partner biznesowy Tamása, powiedział: "Zostały wystrzelone dwie kule. Nie można strzelić do siebie dwa razy." Jego zdaniem Barta został zastrzelony przez kolumbijską bandę, która zaopatrywała go w narkotyki.
Prochy Tamása zostały rozsypane z helikoptera. Nikt nie wie, czy były rozsypane nad górami Sierra Nevada, czy nad Pacyfikiem.